# Lubin, Hạt Kamień

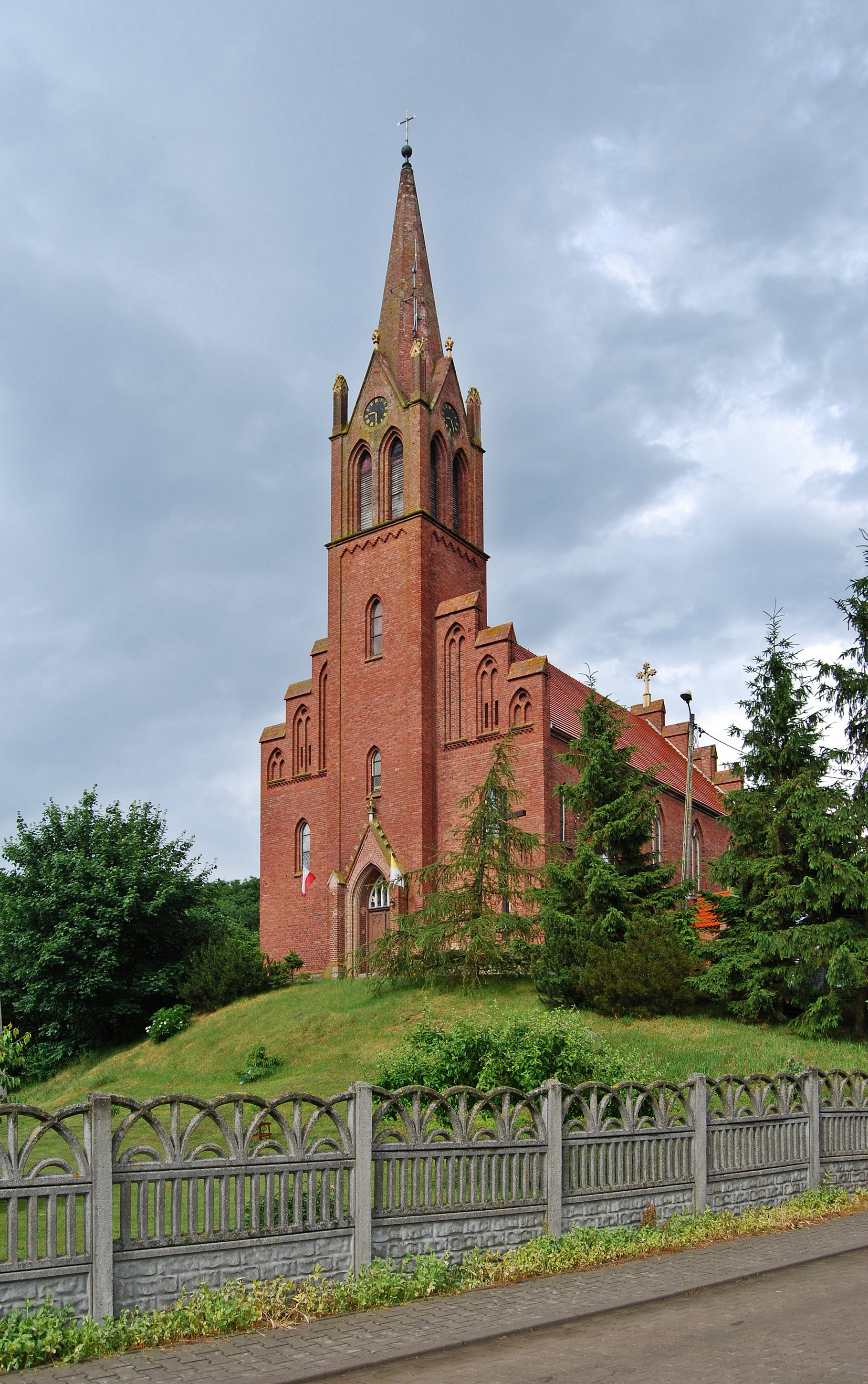
Nhà thờ Lubin

Lubin [ˈlubin] (tiếng Đức: Lebbin)  là một ngôi làng thuộc khu hành chính của Gmina Międzyzdroje, thuộc quận Kamień, West Pomeranian Voivodeship, ở phía tây bắc Ba Lan. Nó nằm khoảng 7 kilômét (4 mi)   phía nam Międzyzdroje, 26 km (16 mi) phía tây nam Kamie Kam Pomorski và 52 km (32 mi) phía bắc thủ đô khu vực Szczecin.
Trước năm 1945, ngôi làng là một phần của Đức và được gọi là Lebbin.
Ngôi làng có dân số 340 người.